# ول بخارا
ول بخارا (نام علمی: Blanfordimys bucharicus) نام یک گونه از سرده بلانفوردموش‌ها است.